# Gibbs Quadski
Gibbs Quadski – quad amfibia produkowana od lutego 2013 roku przez firmę Gibbs Technologies. Pojazd ten posiada czterosuwowy silnik 1.3 produkowany przez BMW pochodzący z modelu K1300 o mocy 175 KM na wodzie i 80 KM na lądzie. Prędkość maksymalna wynosi 72 km/h zarówno na lądzie jak i na wodzie. Quadski zmienia tryb z lądowego na wodny w 5 s. Korzysta z tej samej technologii co wszystkie samochody Gibbs, czyli HSA. Został stworzony i wyprodukowany w Detroit. Quadski może podróżować dwie godziny na wodzie i 600 km na lądzie. Jest sprzedawany na Florydzie i w niektórych regionach USA za 40.000 Dolarów.